# Sainte-Mère-Église
Sainte-Mère-Église é uma comuna francesa na região administrativa da Normandia, no departamento Mancha. Estende-se por uma área de 17,68 km². Em 2010 a comuna tinha 3 124 habitantes (densidade: 176,7 hab./km²).
Durante a Segunda Guerra Mundial, foi palco de sangrentos combates entre as forças para-quedistas Norte-americanas e o Exército alemão. Considerada como a primeira cidade libertada pelos aliados durante a invasão da Normandia, os combates estenderam-se por muitos dias. Como celebração da libertação, ainda hoje, a torre da Igreja ostenta manequim vestido com uniforme militar Americano, em Homenagem a John Steele, paraquedista que ficou preso na torre, sendo feito prisioneiro pelos alemães e resgatado posteriormente. Na praça da igreja existe um importante museu sobre as forças aerotransportadas, chamado de "Airborne Museum".

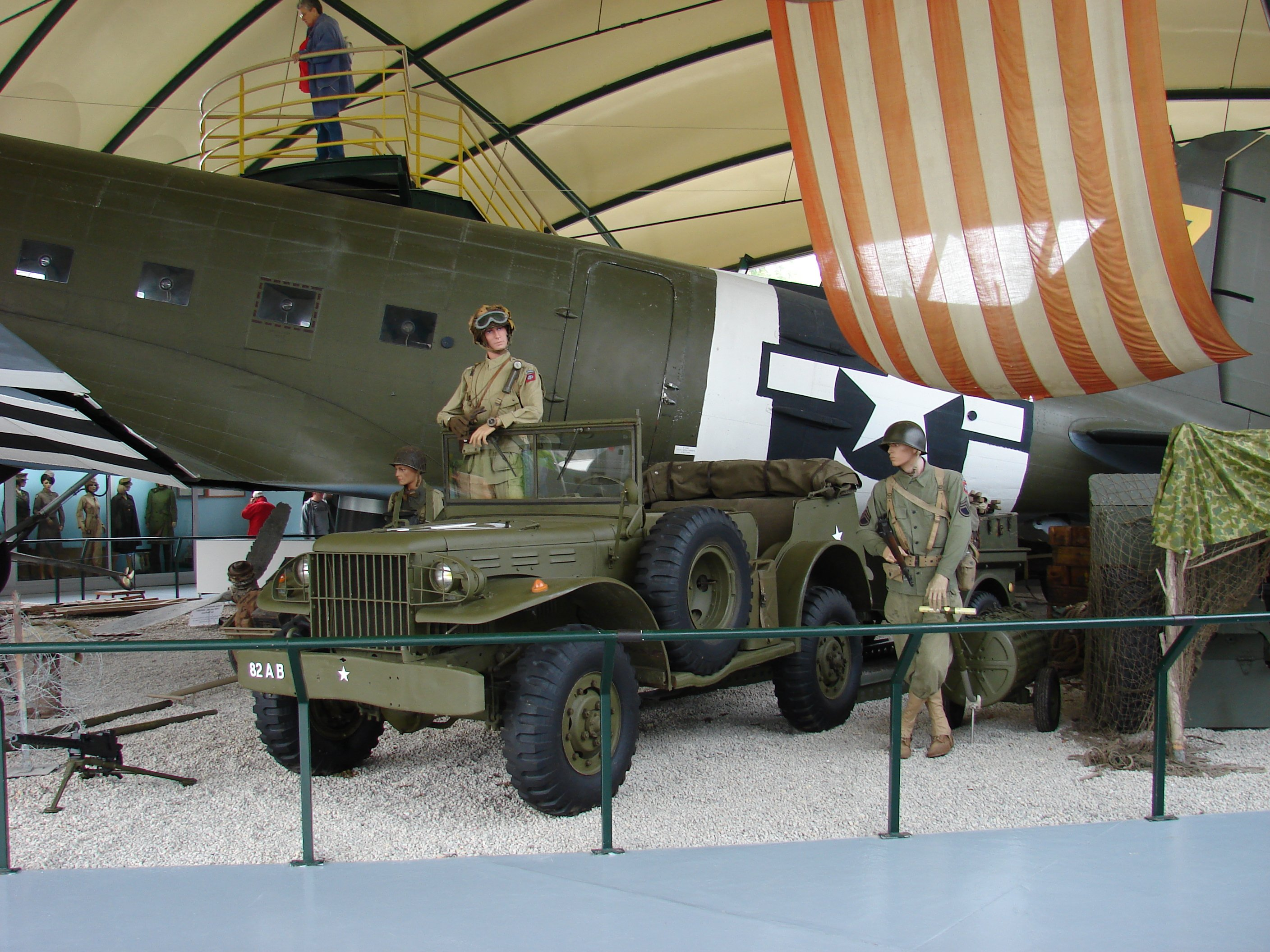
Interior do Museu Airborne em Sainte-Mère-Église.